# Rezerwat przyrody Buczyna Szprotawska
Buczyna Szprotawska – leśny rezerwat przyrody zlokalizowany w północnej części Borów Dolnośląskich na obszarze gminy Szprotawa (województwo lubuskie). Głównym przedmiotem ochrony jest 160-letni las współwystępujących buczyn górskich i niżowych oraz zagrożona wyginięciem popielica.
Rezerwat został ustanowiony zarządzeniem Ministra Leśnictwa i Przemysłu Drzewnego z dnia 31 marca 1970 w sprawie uznania za rezerwat przyrody. Zajmuje obszar 152,32 ha (akt powołujący podawał 155,50 ha).
Na obszarze rezerwatu znajdują się obiekty zabytkowe i kulturowe: drewniana wiata odpoczynkowa z XIX wieku, kurhany poświęcone dawnym nadleśniczym oraz kamienny drogowskaz. Na wschodniej rubieży rezerwatu rośnie Dąb Chrobry – jeden z najstarszych dębów szypułkowych w Polsce.
Przedmiotowy obszar był rezerwatem przed 1945 i nosił nazwę Hochwald. Już od średniowiecza należał do szprotawskich mieszczan, którym wolno było pozyskiwać z niego drewno zwolnione z wszelkich opłat.
Obszar rezerwatu objęty jest ochroną czynną.
Przez teren rezerwatu prowadzą szlaki turystyczne i ścieżka dydaktyczna Nadleśnictwa Szprotawa.